# Francisco de Miranda (Guárico)
Il Municipio Francisco de Miranda è uno dei 15 comuni dello stato di Guárico. Il suo capoluogo è la città di Calabozo (antica capitale dello stato). Ha una superficie di 13.490 km² e la sua popolazione nel 2011 ammontava a 141.987 abitanti.
Si tratta del comune di maggior estensione e con maggior numero di abitanti dello stato di Guárico; si trova a est di Guárico, nella regione degli llanos, precisamente nei llanos centrali.
È un comune dal clima caldo, a vocazione prevalentemente agricola, caratterizzato da un'agricoltura estensiva e dalla presenza di fattorie di grande estensione, un asse economico degli Llanos, in grande sviluppo economico, sociale e culturale.

## Confini
- Nord: Ortiz e Julián Mellado.
- Est: Las Mercedes
- Ovest: Stati di Cojedes e Barinas.
- Sud: Camaguán e San Gerónimo de Guayabal.

## Idrografia
- Río Guárico
- Río Orituco
- Río Aguaro
- Río Tiznados
- Río Guariquito
- Mocapra
- Río Chirgua
- Río Pao
- Río Portuguesa
- Río San José

## Economia
L'attività agricola è quella prevalente, in particolare la coltivazione del riso.

### Turismo
- Casco Coloniale di Calabozo.

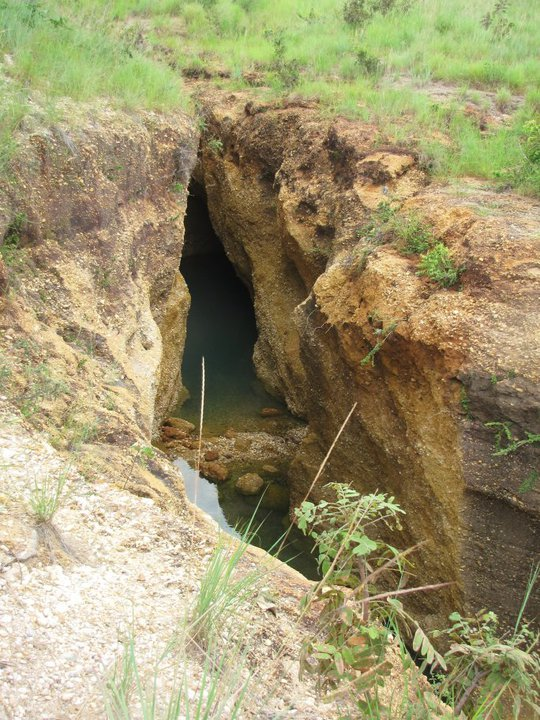
Parco nazionale Aguaro-Guariquito

- Cattedrale Metropolitana di Calabozo.
- Bacino del Guárico.
- Finca La Vaquera
- Chiesa di Santa Barbara.
- Paludi di El Saman
- Paesaggio degli Llanos.
- Parco nazionale Aguaro - Guariquito.
- Sistema di irrigazione del Río Guárico.
- Complesso architettonico di chiese e piazze tipiche delle popolazioni coloniali.